# Tsjeptsa
De Tsjeptsa (Russisch: Чепца, Oedmoerts: Чупчи Tsjoeptsji) is een rivier in het Europese deel van Rusland en een zijrivier aan de rechterzijde van de Vjatka. De rivier ontstaat in de heuvelachtige Boven-Kamahoogte, waar ook onder andere de Kama ontstaat, in het noorden van Oedmoertië. Vandaaruit stroomt de Tsjeptsa door de stad Glazov en het oosten van de oblast Kirov, om in de stad Kirovo-Tsjepetsk ten oosten van Kirov in de Vjatka te stromen.
De rivier is 501 kilometer lang, ongeveer gelijk verdeeld over Oedmoertië en oblast Kirov en is bevaarbaar tot op 135 kilometer vanaf de monding. Het debiet bedraagt 130 m3/sec op 85 kilometer van de oorsprong. De Tsjeptsa is bevroren van november tot april, begin mei en wordt vooral gevoed door sneeuw. De rivier is rijk aan vissoorten als baars, blankvoorn, brasem, Europese meerval, snoekbaars, snoek, zeelt, ziege en andere soorten.